# Vander Loubet
Vander Luiz dos Santos Loubet (Porto Murtinho, 22 de janeiro de 1964), mais conhecido apenas como Vander Loubet, é um político brasileiro, filiado ao Partido dos Trabalhadores (PT), eleito e reeleito deputado federal pelo estado do Mato Grosso do Sul. 

## Biografia
É um dos fundadores do Partido dos Trabalhadores (PT) em Mato Grosso do Sul. Atuou no movimento estudantil de Campo Grande e também no sindicalismo bancário. 
A carreira política de Vander começou em 1991, quando José Orcírio Miranda dos Santos, o Zeca do PT, foi eleito deputado estadual. 
Vander assumiu a chefia de gabinete de Zeca na Assembleia Legislativa. Depois, entre 1999 e 2000, foi secretário de Governo (Casa Civil) no primeiro mandato de Zeca do PT como governador. Em 2001, foi secretário de Infraestrutura, Obras e Habitação. 
Em 2002, disputou sua primeira eleição, obtendo cerca de 101 mil votos e tornando-se o deputado federal mais votado da história de Mato Grosso do Sul. 
Em 2004 foi candidato derrotado à Prefeitura de Campo Grande. 
Em 2006, consolidou essa posição ao ser reeleito com mais de 118 mil votos. 
Em 2010, foi reeleito para seu terceiro mandato com mais de 116 mil votos.
Foi reeleito deputado federal em 2014, para a 55.ª legislatura (2015-2019). Votou contra o Processo de impeachment de Dilma Rousseff. Posteriormente, votou contra a PEC do Teto dos Gastos Públicos. Em abril de 2017 foi contrário à Reforma Trabalhista. 
Em agosto de 2017 votou a favor do processo em que se pedia abertura de investigação do presidente Michel Temer.
Foi re-eleito em 2018 & 2022.

## Ações judiciais

### Improbidade Administrativa
Foi condenado em primeira instância à ressarcimento dos cofres públicos estaduais decorrente de contrato de transferência de concessão do Porto Murtinho firmado entre o governo estadual e o consórcio integrado por empresas pertencentes a sua família. A sentença também determinou a anulação do contrato. Enfrenta ainda uma ação civil pública por improbidade administrativa relacionada ao caso.  

### Contratos de Publicidade
É investigado pela Polícia Federal por suposto envolvimento em desvios de recursos públicos por meio de contratos de publicidade firmados pelo governo do Mato Grosso do Sul. Vander Loubet, um dos chefes da Casa Civil nos oito anos de gestão de Zeca do PT, tem foro privilegiado e só começou a ser investigado após autorização do Supremo Tribunal Federal. Segundo a acusação, em quatro anos foram desviados 30 milhões de reais.

### Caixa 2
Teria recebido recursos mensais do suposto esquema de caixa-dois montado pelo ex-governador Zeca do PT, em manifestação junto a imprensa o deputado nega as irregularidades. 

## Operação Lava Jato

### Denuncia
Em 18 de dezembro de 2015, Vander Loubet foi denunciado pela Procuradoria-Geral da República, juntamente com a esposa Roseli da Cruz Loubet e o cunhado Ademar Chagas da Cruz, no processo da Operação Lava Jato pelos crimes de organização criminosa, lavagem de dinheiro e corrupção passiva.
Em janeiro de 2016, o Procurador-Geral da República, Rodrigo Janot, pediu ao Supremo Tribunal Federal (STF) que decrete a perda de mandato do deputado Vander Loubet, por recebimento de propinas que somaram mais de 1 milhão de reais, em esquema de corrupção praticado na BR Distribuidora, subsidiária da Petrobras. "O parlamentar, em conjunto com seus auxiliares, acabou aderindo à organização criminosa preordenada à prática de crimes de peculato, de corrupção ativa e passiva e de lavagem de dinheiro no âmbito da BR Distribuidora", assinala o procurador-geral na denúncia contra Loubet, protocolada no Supremo em 17 de dezembro de 2015.

### Julgamento & Improcedencia da Denúncia
No dia 14 de março de 2017, tornou-se réu no Supremo Tribunal Federal pelos crimes de corrupção passiva, lavagem de dinheiro e organização criminosa, no âmbito da Operação Lava Jato, pelo suposto envolvimento em desvios da BR Distribuidora. De acordo com a acusação, foram encontrados indícios de que Loubet teria recebido propina repassada por Leoni Ramos em troca apoio político a dirigentes da estatal que fossem coniventes com o esquema de corrupção. Para isso, Loubet teria utilizado um "esquema fraudulento de transferências de recursos" por meio de empresas de fachada do doleiro Alberto Youssef em contratos com a Petrobras. A PGR afirma que o o grupo político do parlamentar petista recebeu cerca de 1 milhão de reais em propina entre 2012 e 2014.

Porém, em 21 de agosto de 2020, quase cinco anos após as denúncias, foi concluído seu julgamento no STF. Nessa data, foram registrados os três últimos votos que restavam para concluir a sessão virtual de julgamento da Ação Penal 1019. Na ocasião, os ministros Carmén Lúcia, Ricardo Lewandowski e Gilmar Mendes votaram em favor da absolvição do deputado em relação às acusações feitas no âmbito da Operação Lava Jato. Com isso, a denúncia da Lava Jato foi julgada improcedente e Vander Loubet foi inocentado por unanimidade, com os cinco votos da Segunda Turma a seu favor.